# 慧彻寺南塔
慧彻寺南塔位于陕西省渭南市蒲城县蒲城中学内，又称南寺塔，1957年被列为第二批陕西省文物保护单位，2013年被列为第七批全国重点文物保护单位。
慧彻寺早已被毁，仅存唐塔一座。塔建于唐贞观元年（627年），原为十一层，明嘉靖三十四年大地震时塔身顶二层崩毁，1953年在西北军政委员会副主任习仲勋指示下拨专款维修，但仅修复一层，现为十层。塔为密檐式砖塔，空心，平面呈方形，底层边长约3米，高36米。